# Mayfair Inn Open
O Mayfair Inn Open foi um torneio masculino de golfe no PGA Tour disputado no campo de golfe Mayfair Inn, em Sanford, no estado norte-americano da Flórida, entre os anos de 1955 e 1958.

## Campeões
- 1958  George Bayer[1]
- 1957  Walter Burkemo
- 1956  Mike Fetchick
- 1955  Al Balding